# 분당영덕여자고등학교
분당영덕여자고등학교(盆唐榮德女子高等學校)는 대한민국 경기도 성남시 분당구 야탑동에 있는 사립 고등학교이다.

## 학교 연혁
- 1986년 9월 10일 : 학교법인 백강학원 설립 인가, 초대 이영애 여사 이사장 취임
- 1986년 12월 30일 : 영덕여자고등학교 설립 인가 (18학급)
- 1987년 2월 19일 : 초대 최영목 교장 취임
- 1987년 3월 6일 : 영덕여자고등학교 개교 및 신입생 입학식
- 1990년 2월 13일 : 제1회 졸업식(322명 졸업), 연간교지 『백강』 창간호 발행
- 1998년 9월 15일 : 학생식당(복지관) 개관
- 2000년 5월 8일 : 백강 정원·수덕정 준공
- 2002년 1월 30일 : 과학관 건물 준공(과학실, 도서관, 특별실 16실)
- 2003년 3월 29일 : 백강홀 체육관 준공
- 2004년 3월 1일 : 분당영덕여자고등학교로 교명 변경
- 2007년 9월 10일 : 학급 증설 인가(36학급)
- 2008년 12월 16일 : 경기도교육청 명품교육프로그램 경기도교육감 인증
- 2009년 9월 11일 : 제5대 최현규 이사장 취임
- 2009년 12월 14일 : 정보화 도서관 준공
- 2011년 10월 19일 : 경기도교육청 과목중점형(수학 영어) 교과교실제 운영교 선정
- 2013년 10월 18일 : 학생식당 준공
- 2022년 9월 1일 : 제5대 최신규 교장 취임
- 2024년 1월 9일 : 제35회 졸업식 (217명, 12,893명 졸업)
- 2024년 3월 4일 : 제38회 입학식 (260명)

## 참고 자료
- 분당영덕여자고등학교 - 한국교육학술정보원 학교알리미